# GSC2613-1665
GSC2613-1665 — хімічно пекулярна зоря спектрального класу A0, що має видиму зоряну величину в смузі V приблизно  9,6.